# 圣多明各 (洛斯桑托斯省)
圣多明各是巴拿马洛斯桑托斯省拉斯塔布斯区的一个城市，2010年是人口为2,050。 该市2000年时人口为1,538，1990年时人口为1,840。